# Uniwersytet Ottona von Guerickego w Magdeburgu
Otto-von-Guericke-Universität Magdeburg – uczelnia w landzie Saksonia-Anhalt w Niemczech. Została założona w roku 1993 i należy do najmłodszych uniwersytetów Niemiec. Powstała on z połączenia trzech uczelni: Uniwersytetu Technicznego (Technische Universität), Wyższej Szkoły Pedagogicznej (Pädagogische Hochschule) oraz Magdeburskiej Akademii Medycznej (Medizinische Akademie Magdeburg). Posiada 9 wydziałów, na których studiuje około 14 tysięcy studentów. Uczelnia jest członkiem licznych organizacji, bierze udział w programie wymiany studentów Socrates-Erasmus. Nosi ona imię Ottona von Guerickego, burmistrza Magdeburga i wynalazcy, który stał się sławny dzięki swoi badaniom dotyczącym próżni. Dzięki uniwersytetowi wzrasta także znaczenie miasta, które rozwija się jako ośrodek gospodarczy, naukowy i kulturowy.